# Édouard Pelseneer
Édouard Pelseneer, né le 15 février 1870 à Bruxelles et mort le 1er janvier 1947 à Louvain est un architecte belge adepte de l'art nouveau et actif à Bruxelles.

## Biographie
Édouard Pelseneer était le fils de Henri Pelseneer, un des principaux fabricants de meubles Art nouveau à Bruxelles, qui réalisa la plupart des meubles et portes de Victor Horta.
Il est l'élève de Ernest Hendrickx à l'école normale de dessin de Saint-Josse-ten-Noode (Bruxelles).
Il fait partie de la deuxième génération d'architectes « Art nouveau géométrique », tendance initiée par Paul Hankar (par opposition à la tendance « Art nouveau floral » initiée par Victor Horta : voir Art nouveau en Belgique).
Il fut l'assistant de l'architecte Léon Govaerts.

## Réalisations remarquables
L'œuvre la plus marquante de Pelseneer dans le style Art nouveau est la maison les Hiboux située au no 55 de l'avenue Brugmann.

## Immeubles de style « Art nouveau géométrique »

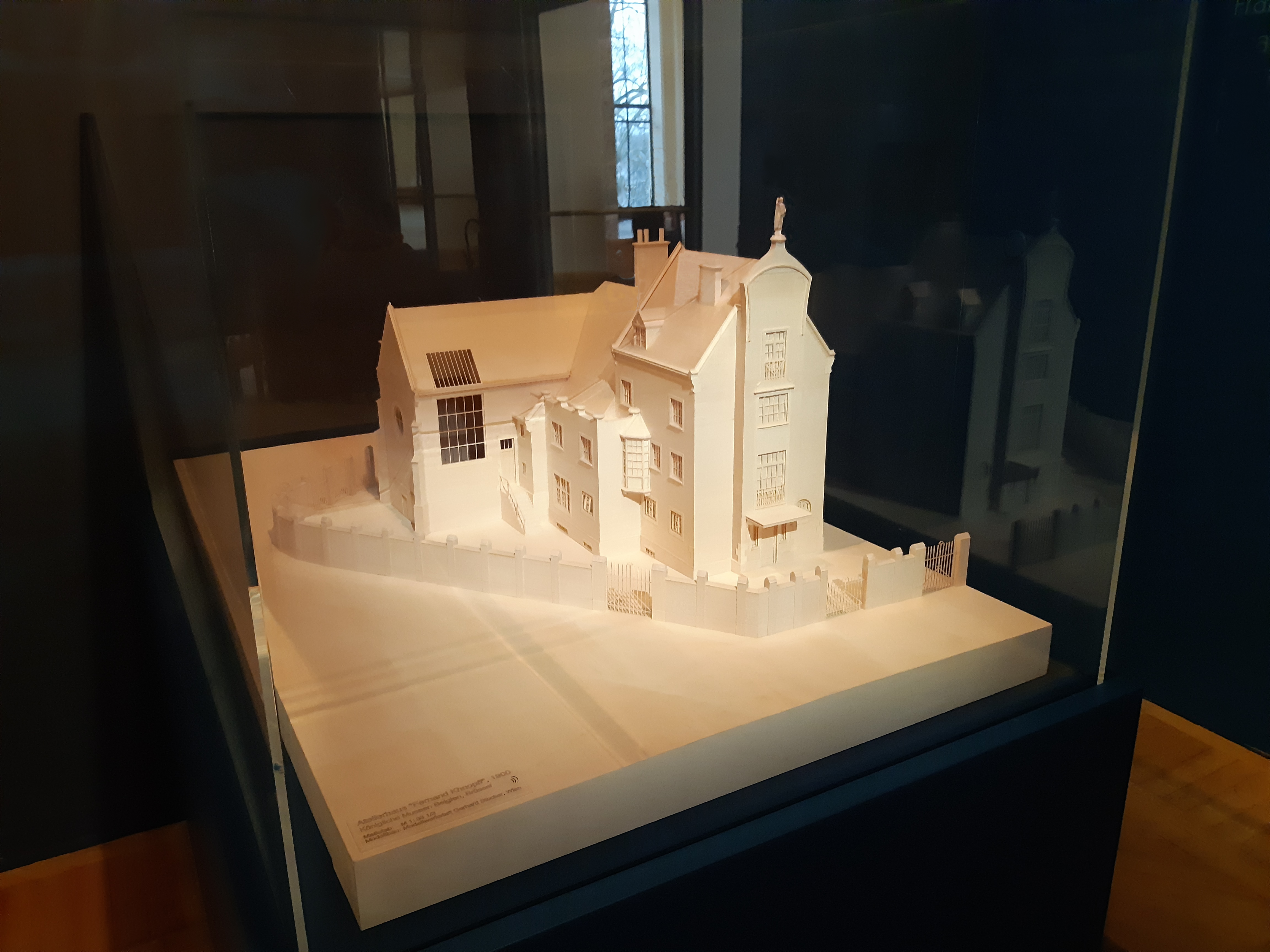
Maquette de la maison-atelier de Fernand Khnopff (Architecte Édouard Pelseneer - terminée en 1902 - sise avenue des Courses no 41 à Ixelles - détruite en 1938)

- 1898 : Première maison d'Edouard Pelseneer, avenue Brugmann no 53[3]
- 1898 : Centre scolaire, rue des Éperonniers no 42
- 1899 : Maison les Hiboux , avenue Brugmann no 55[3]
- 1900 : Maison de l'Entrepreneur, avenue Malibran no 47 (grand sgraffite de Paul Cauchie : "Les phases de la construction")
- 1902 : Maison-atelier du peintre symboliste Fernand Khnopff, avenue des Courses no 41 à Ixelles, plans signés conjointement par Pelseneer et Khnopff[4] (détruite en 1938[5] pour une sombre affaire de succession entre les neveux du peintre[réf. nécessaire])
- 1910 : Trois maisons, avenue Winston Churchill (anciennement avenue de Longchamp) no 51-53-55 à Uccle.
- Le numéro 51 est sa maison personnelle, dite villa Pelseneer (intérieur art nouveau et extérieur style cottage sont toujours en parfait état) ; les numéros 53 et 55 sont démolis[1],[2].
  - La Villa Pelseneer est construite par l'architecte pour abriter son domicile et son atelier. Conçue extérieurement dans le style cottage, avec colombages et lucarnes, elle est située légèrement en retrait par rapport à la rue et comporte deux ailes, sur deux étages. La partie privée de la maison est de style art nouveau, d'inspiration Arts and Crafts. Elle comporte notamment un puits de lumière avec un vitrail. L'aile professionnelle est plus sobre, dans un style Beaux-Arts, assez neutre. La villa Pelseneer change plusieurs fois de propriétaires et fait l'objet d'une rénovation en 1998/1999. Les façades extérieures et l'intérieur de la partie habitation sont classés le 4 mars 1999[6],[7].

## Immeubles de style néoclassique
- 1903 : rue Potagère, 28 - anciennement résidence de Mme la Baronne de Vaughan, épouse de Leopold II, roi des Belges (cf. Blanche Delacroix)[8] . Cet immeuble fut érigé afin d'offrir un pied-à-terre à Bruxelles, dont l'objectif fut de réduire le temps d'oisiveté entre ses déplacements. Le bien fait partie de l'inventaire du patrimoine architectural de la Région de Bruxelles-Capitale :

« Maison bourgeoise en double corps d'inspiration néoclassique remaniée sur des plans de l'arch. Ed. PELSENEER (1903). »

« Deux niveaux séparés par un bandeau saillant et quatre travées sous toiture mansardée percée de quatre lucarnes à fronton courbe. Façade en pierre de France sur socle en pierre bleue. R.d.ch. à refends. Trumaux à panneaux au 1er étage. Fenêtres rect. à encadrement mouluré et surmontées au 1er étage d'entablements. Les fenêtres des deux travées centrales sont garnies de garde-corps en ferronnerie. Porte en fer à deux vantaux surmontée d'un entablement sur consoles. Corniche à mutules et denticules. »

## Immeubles de style moderniste
- 1934-1935 : école communale de Berchem-Sainte-Agathe[10].